# Mangora maculata
Mangora maculata är en spindelart som först beskrevs av Eugen von Keyserling 1865.  Mangora maculata ingår i släktet Mangora och familjen hjulspindlar. Inga underarter finns listade i Catalogue of Life.